# Vortaunusmuseum

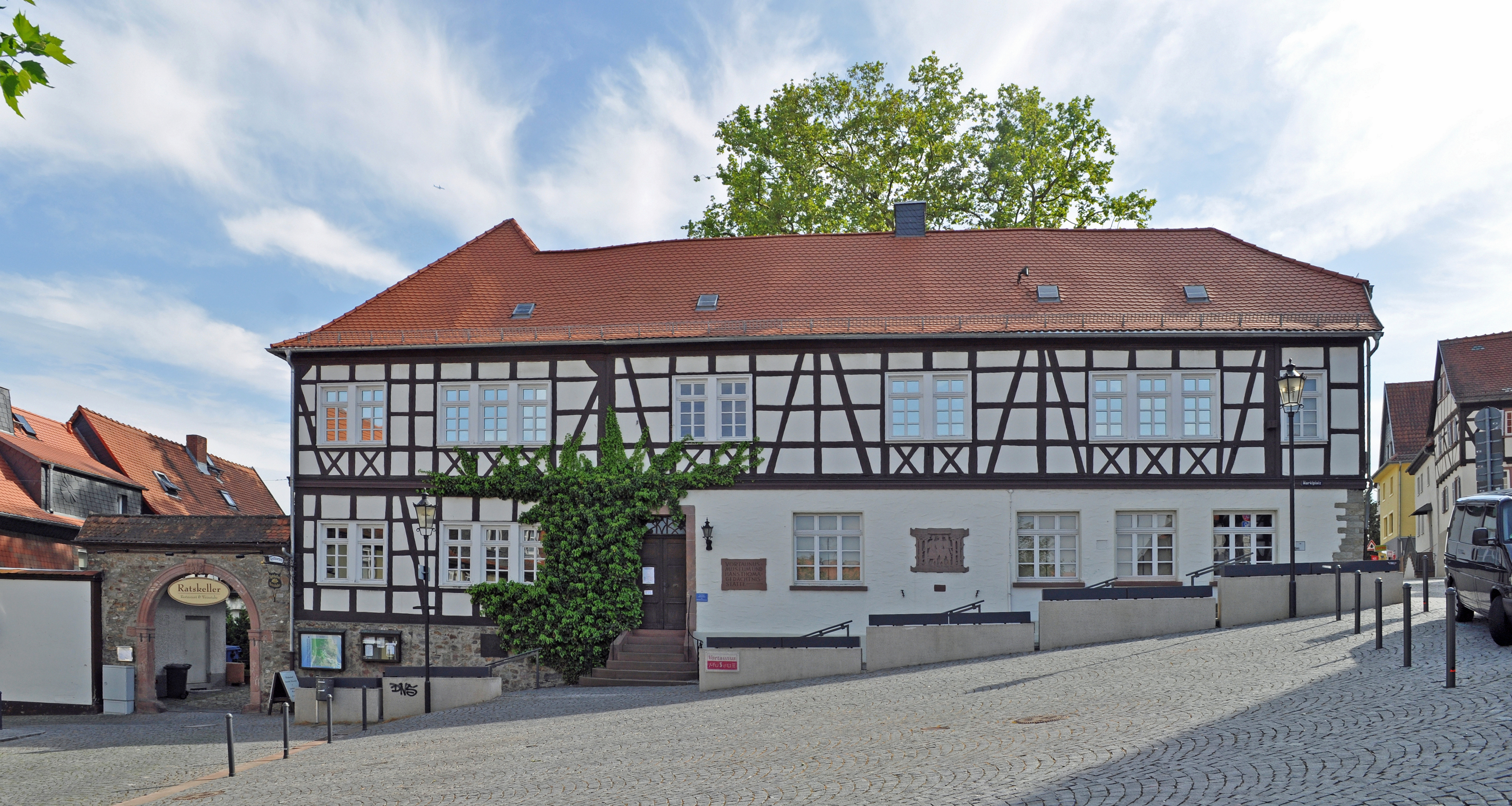
Das Vortaunusmuseum in Oberursel am Marktplatz

Das Vortaunusmuseum in Oberursel (Taunus) ist ein modernes Regionalmuseum, das sich vor allem der Stadtgeschichte Oberursels, aber auch des gesamten Vordertaunus-Bereichs widmet. Bemerkenswerte Dauerausstellungen sind der Geschichte des Seifenkisten-Sports und seiner Vorläufer, der Kinderautomobil-Rennen, gewidmet. Die Hans-Thoma-Gedächtnisstätte zeigt Originale des Malers Hans Thoma, der zeitweise in Oberursel lebte.

## Angebot
Neben den Dauerausstellungen zum Seifenkisten-Sport und zu Hans Thoma informieren Ausstellungen über
- Oberursels Industriegeschichte, unter anderem über die Nutzung des Urselbachs als Energiequelle
- Handwerk in Oberursel
- Vor- und Frühgeschichte des Vordertaunus mit Funden aus der Steinzeit und den keltischen Ringwallanlagen im Taunus, insbesondere dem Heidetränk-Oppidum
- Mineralogie und Geologie, auch zum Bergwerk Goldgrube
- Mittelalterliche Wasserburg Bommersheim
- Oberurseler Druckerzeugnisse aus der Reformationszeit

Wechselausstellungen, museumspädagogische Angebote und die jährlich stattfindenden Advents- und Frühlingsmärkte vervollständigen das Informationsangebot.
Träger des Museums ist die Stadt Oberursel. Es wird inhaltlich gelenkt von einem Kuratorium Vortaunusmuseum, an dessen Spitze seit 2016 Staatssekretär a. D. Gerd Krämer steht.
Das Museum wird jährlich von etwa 8000 Besuchern besichtigt. Die Stadt unterstützt das Museum mit 20.000 Euro jährlich.

## Gebäude
Das Gebäude des Museums ist ein unter Denkmalschutz stehendes repräsentatives Fachwerkhaus mit Adresse Marktplatz 1.
Der Hauptbau steht auf den Resten eines mittelalterlichen Gebäudes. Ältestes Gebäudebauteil ist der gewölbte Keller aus der Zeit um 1500. Nach den Zerstörungen des Dreißigjährigen Krieges wurde auf diesem Keller ein zweigeschossiges Wohnhaus mit Schmalseite zum Marktplatz errichtet. 1705 erwarb der Königsteiner Kammerrat und Rentmeister Straub das Anwesen. Mitte des 18. Jahrhunderts erfolgte die Erweiterung um den langgestreckten Teil des Gebäudes am Kopfende des Marktplatzes. Ein Teil des Anwesens wurde 1782 bis 1809 als Amtshaus der kurmainzer Amtsvogtei Oberursel und des nassauischen Amtes Oberursel genutzt.
Im 19. Jahrhundert wurde das Haus als Gasthof und Brauerei genutzt. 1826 erfolgte hierzu am südwestlichen Rand der oberen Hofstufe ein Brauhaus erbaut (heute Schulstraße 30/32). Der Besitzer des Anwesens von 1849 bis 1867, Philipp Kamper II. (seine Tochter Margaretha (1848–1933) heiratete 1873 den Oberurseler Bürgermeister und Abgeordneten Jakob Aumüller), baute es zu einem Großunternehmen aus. Unter anderem entstand 1852 der heute noch bestehende "Felsenkeller" als Bierablage. Es handelt sich um ein System von bis zu 5 Meter in die Tiefe getriebenen Kellern. 1858 erfolgte der Errichtung des dritten Flügels mit Tanzsaal. 1912 erwarb die Stadt Oberursel den Gebäudekomplex. Das Vortaunusmuseum wurde am 29. April 1976 eröffnet und, nach umfangreichen Renovierungsarbeiten, im Sommer 1987 als modernes Regionalmuseum wiedereröffnet.